# 北礤青云塔
北礤青云塔，位于中国广东省梅州市蕉岭县东部，为蕉岭县的一个县级文物保护单位，类型为古建筑，公布时间为1985年。
北礤青云塔的历史年代为清代。